# Тарас Шевченко (Іван Дзюба)
«Тарас Шевченко» — програмний твір дослідника та видатного шевченкознавця Дзюби Івана Михайловича. 700 сторінкова книжка вийшла в київському Видавничому домі «Альтернативи» в 2005 році.

## Про книжку
Пропонована книга є спробою поєднати докладну розповідь про життєвий шлях Тараса Шевченка з текстологічним аналізом його поетичних і прозових творів та коротким оглядом малярської спадщини. Автор прагнув охопити весь обшир літературної та громадянської діяльності великого сина України в широкому історичному контексті, розкрити центральне місце Шевченка в усьому національному житті.